# Commission des réparations
 (septembre 2018).
La Commission des réparations est un organisme créé après la Première Guerre mondiale à l'issue du Traité de Versailles (28 juin 1919). Celui-ci établit la responsabilité de l’Allemagne et de ses alliés des empires centraux dans la guerre. Par conséquent, ces pays doivent rembourser les dommages subis par chacun des pays ayant subi leurs attaques pendant la guerre. Le but principal de la Commission des réparations est donc d’établir le montant de ces dommages. Les Alliés sont représentés au sein de la Commission par des délégations. Ainsi, il y a une délégation belge, britannique, française, italienne et, même s'ils se sont au début pas systématiquement présents aux réunions, américaine et japonaise. 

## La Commission des réparations au niveau international (Paris)
En juillet 1919, le Comité d’Organisation de la Commission des réparations (C.O.C.R.) voit le jour pour préparer le fonctionnement de la Commission à Paris. Il est dirigé par Louis Loucheur et comporte un délégué pour la France, la Belgique, la Grande-Bretagne, l’Italie et les États-Unis. Après plusieurs semaines de discussion, un projet de fonctionnement pour la Commission des réparations est établi en août 1919. Ce projet est à nouveau débattu et il aboutira finalement en décembre 1919.
La Commission comporte deux grandes divisions : le Secrétariat général et les services généraux. Ces deux ci sont également divisés en plusieurs sections. Le Secrétariat général doit principalement examiner les questions qui seront débattues par les différentes délégations et superviser celles-ci. Il possède également des services pour les procès-verbaux, la traduction, le personnel et matériel, les archives, le courrier et la reproduction des documents. Les services généraux sont à la fois une délégation nationale et un organisme interallié (international). Ils comportent six divisions : le service financier, le service des évaluations, le service des restitutions et des réparations en nature, le service juridique, le service des informations et de la statistique et le service de la comptabilité.

## La Commission des réparations au niveau belge (Bruxelles)

### Le Secrétariat général de Bruxelles
Le Conseil des ministres charge le ministère des Affaires économiques de créer la délégation belge à Bruxelles. Ce service créé au sein du ministère est nommé « Secrétariat général de la délégation belge à la Commission des réparations ». Il correspond à l’organe principal de la délégation belge à Bruxelles. Le Secrétariat général est mis en service à partir du 1er septembre 1919. Son rôle principal est de faciliter le travail de la délégation belge à Paris en centralisant les documents relatifs aux réparations en Belgique. Il est composé d’un secrétaire général (major Degols) et d’un secrétaire (monsieur Frick). Le Secrétariat comporte aussi plusieurs services : le service des dommages, le service de restitution, le service économique, le service de comptabilité et le service indicateur-archives et dactylographie.

### Calcul des dommages industriels belges
La Commission des réparations existe afin d’établir les responsabilités de paiement de l’Allemagne et de chiffrer les dégâts subis durant l’occupation de la Belgique par les forces militaires allemandes. Du point de vue industriel, il n’est pas possible de donner un montant exact des dommages. En 1920, les destructions et réquisitions étaient estimées approximativement à 6,75 milliards de francs belges-or,. Les dommages industriels étaient ainsi divisés en 6 catégories :
- Les destructions systématiques ;
- Les destructions par fait de guerre ;
- Les dégâts résultant du chômage forcé ;
- Les réquisitions des matières premières ;
- L’utilisation des usines pour des usages différents ;
- Les dégâts dus à l’exploitation intensive[15].

Concernant les dommages industriels, le Secrétariat de la délégation belge de la Commission des réparations s’est principalement servi du travail synthétique réalisé par le Comité Central de Belgique, qui s’appuie sur les déclarations des industriels eux-mêmes. 
Ces méthodes d’évaluation, attestées par la Commission des réparations, entrainent de nombreux conflits concernant les montants déclarés. « Comme les montants demandés par les communes et les particuliers sont souvent exagérés, notamment des estimations des (..) industriels, les tribunaux les réduisent systématiquement ».  En effet, il y a en moyenne 20% d’exagération sur les demandes primitives concernant les dommages industriels (c’est-à-dire les premières demandes effectuées par les industriels). 
Par la suite, afin de contrôler ces évaluations réalisées par les industriels, le gouvernement instaure un coefficient pour permettre une meilleure objectivité dans les chiffres.  
Ce processus d’évaluation était donc long et complexe, entrainant de nombreuses inefficacités, notamment en cas de recours au sujet des réductions de l’évaluation des dommages par ces tribunaux.  Ceux-ci étaient fréquents, puisque les jugements prononcés par les tribunaux des dommages de guerre en faveur des industriels sont en relativement petit nombre. Ainsi, le représentant des hauts fourneaux, fonderies et mines de Musson s’est vu réduire de 2 268 892,22 francs du montant des dommages qu’il avait estimé par la décision du tribunal de Dommage de Guerre.